# Tour de Ski 2019-2020
Navigation
2019 2021
La 14e édition du Tour de Ski se déroule du 28 décembre 2019 au 5 janvier 2020. Cette compétition, intégrée à la coupe du monde 2019-2020, est organisée par la fédération internationale de ski. L'épreuve comprend sept étapes constituant un parcours entamé à Lenzerheide en Suisse, avant de faire étape à Toblach en Italie et à Val di Fiemme en Italie.
Les tenants du titre sont le norvégien  Johannes Høsflot Klæbo chez les hommes et la Norvégienne Ingvild Flugstad Østberg chez les femmes.

## Calendrier
| Étape | Lieu          | Date        | Épreuves                          | Distance | Distance | Heures de départ  | Heures de départ  |
| Étape | Lieu          | Date        | Épreuves                          | Femmes   | Hommes   | Femmes            | Hommes            |
| ----- | ------------- | ----------- | --------------------------------- | -------- | -------- | ----------------- | ----------------- |
| 1     | Lenzerheide   | 28 décembre | Départ en ligne - Style Libre     | 10 km    | 15 km    | 12 h 45 + 14 h 15 | 12 h 45 + 14 h 15 |
| 2     | Lenzerheide   | 29 décembre | Sprint - Style Libre              | 1,5 km   | 1,5 km   | 11 h 35           | 11 h 35           |
| 3     | Toblach       | 31 décembre | Individuel - Style Libre          | 10 km    | 15 km    | 15 h 00           | 12 h 30           |
| 4     | Toblach       | 1er janvier | Poursuite - Style Classique       | 10 km    | 15 km    | 11 h 40           | 13 h 00           |
| 5     | Val di Fiemme | 3 janvier   | Départ en ligne - Style Classique | 10 km    | 15 km    | 13 h 15           | 15 h 15           |
| 6     | Val di Fiemme | 4 janvier   | Sprint - Style Classique          | 1,3 km   | 1,5 km   | 11 h 25           | 11 h 25           |
| 7     | Val di Fiemme | 5 janvier   | Départ en ligne - Style Libre     | 10 km    | 10 km    | 13 h 15           | 15 h 15           |

| \| Toblach Lenzerheide Val di Fiemme \| Sites des compétitions |
| Toblach Lenzerheide Val di Fiemme                              |

| Toblach Lenzerheide Val di Fiemme |

## Dotation
Chaque vainqueur du Tour de ski remporte la somme de 55 000 francs suisse.
|                                       | 1.      | 2. | 3. | … | 10. | Total |
| ------------------------------------- | ------- | -- | -- | - | --- | ----- |
| Classement général                    | 55 000  |    |    | … |     |       |
| Classement du sprint                  | 06 000  |    | 0  | — | —   | 0     |
| Étape                                 | 0 3 000 |    |    | — | —   |       |
| Leader du Tour (sauf le dernier jour) | 0       | —  | —  | — | —   | 0     |

## Classements

### Classement général
| Pos | Nom                    | Temps             |
| --- | ---------------------- | ----------------- |
| 1   | Alexander Bolshunov    | 2 h 58 min 18 s 1 |
| 2   | Sergueï Oustiougov     | 27 s 3            |
| 3   | Johannes Høsflot Klæbo | 1 min 9 s 0       |
| 4   | Sjur Røthe             | 1 min 51 s 6      |
| 5   | Simen Hegstad Krüger   | 2 min 53 s 7      |
| 6   | Pål Golberg            | 2 min 55 s 7      |
| 7   | Dario Cologna          | 3 min 8 s 7       |
| 8   | Andrey Melnichenko     | 3 min 17 s 5      |
| 9   | Artiom Maltsev         | 3 min 32 s 8      |
| 10  | Iivo Niskanen          | 3 min 39 s 2      |

| Pos | Nom                        | Temps             |
| --- | -------------------------- | ----------------- |
| 1   | Therese Johaug             | 2 h 28 min 18 s 6 |
| 2   | Natalia Nepryaeva          | 1 min 11 s 1      |
| 3   | Ingvild Flugstad Østberg   | 1 min 17 s 5      |
| 4   | Heidi Weng                 | 1 min 37 s 3      |
| 5   | Astrid Uhrenholdt Jacobsen | 2 min 13 s 4      |
| 6   | Teresa Stadlober           | 4 min 34 s 1      |
| 7   | Sadie Bjornsen             | 4 min 40 s 6      |
| 8   | Katharina Hennig           | 4 min 40 s 9      |
| 9   | Jessica Diggins            | 4 min 44 s 1      |
| 10  | Tiril Udnes Weng           | 5 min 7 s 1       |

### Classement des sprints
| Pos | Nom                    | Points |
| --- | ---------------------- | ------ |
| 1   | Johannes Høsflot Klæbo | 117    |
| 2   | Alexander Bolshunov    | 89     |
| 3   | Sergueï Oustiougov     | 87     |
| 4   | Gleb Retivykh          | 67     |
| 5   | Pål Golberg            | 37     |
| 6   | Andrey Melnichenko     | 35     |
| 7   | Artiom Maltsev         | 23     |
| 8   | Iivo Niskanen          | 18     |
| 9   | Sjur Røthe             | 17     |
| 10  | Johan Häggström        | 17     |

| Pos | Nom                        | Points |
| --- | -------------------------- | ------ |
| 1   | Anamarija Lampič           | 90     |
| 2   | Natalia Nepryaeva          | 76     |
| 3   | Jessica Diggins            | 72     |
| 4   | Therese Johaug             | 66     |
| 5   | Heidi Weng                 | 61     |
| 6   | Astrid Uhrenholdt Jacobsen | 59     |
| 7   | Ingvild Flugstad Østberg   | 50     |
| 8   | Sadie Bjornsen             | 34     |
| 9   | Katharina Hennig           | 15     |
| 10  | Tiril Udnes Weng           | 12     |

## Détail des étapes

### Étape 1
28 décembre 2019, Lenzerheide, Suisse
| Pos | Nom                     | Temps         |
| --- | ----------------------- | ------------- |
| 1   | Sergueï Oustiougov      | 33 min 19 s 1 |
| 2   | Johannes Høsflot Klæbo  | + 4 s 0       |
| 3   | Alexander Bolshunov     | + 4 s 0       |
| 4   | Emil Iversen            | + 7 s 2       |
| 5   | Martin Løwstrøm Nyenget | + 8 s 6       |
| 6   | Dario Cologna           | + 8 s 7       |
| 7   | Hans Christer Holund    | + 8 s 8       |
| 8   | Jan Thomas Jenssen      | + 8 s 9       |
| 9   | Sjur Røthe              | + 9 s 0       |
| 10  | Simen Hegstad Krüger    | + 10 s 0      |

| Pos | Nom                        | Temps         |
| --- | -------------------------- | ------------- |
| 1   | Therese Johaug             | 28 min 12 s 1 |
| 2   | Heidi Weng                 | + 12 s 3      |
| 3   | Ebba Andersson             | + 12 s 9      |
| 4   | Ingvild Flugstad Østberg   | + 13 s 1      |
| 5   | Astrid Uhrenholdt Jacobsen | + 24 s 1      |
| 6   | Natalia Nepryaeva          | + 40 s 1      |
| 7   | Tiril Udnes Weng           | + 40 s 6      |
| 8   | Moa Lundgren               | + 41 s 3      |
| 9   | Charlotte Kalla            | + 41 s 9      |
| 10  | Kerttu Niskanen            | + 42 s 0      |

### Étape 2
29 décembre 2019, Lenzerheide, Suisse
- Les 30 sprinters qualifiés pour les 1/4 de finales bénéficient d'un bonus en secondes réparti comme suit :
  - Finale : 60–54–48–46–44–42
  - Demi-finale : 32–30–28–26–24–22
  - Quart de finale : 10–10–10–8–8–8–8–8–6–6–6–6–6–4–4–4–4–4

| Pos | Nom                    | Temps         | BS |
| --- | ---------------------- | ------------- | -- |
| 1   | Johannes Høsflot Klæbo | 2 min 55 s 33 | 60 |
| 2   | Federico Pellegrino    | + 0 s 35      | 54 |
| 3   | Richard Jouve          | + 0 s 57      | 48 |
| 4   | Gleb Retivykh          | + 0 s 86      | 46 |
| 5   | Johan Häggström        | + 0 s 94      | 44 |
| 6   | Pål Golberg            | + 2 s 16      | 42 |

| Pos | Nom                    | Temps        | BS |
| --- | ---------------------- | ------------ | -- |
| 1   | Anamarija Lampič       | 3 min 6 s 02 | 60 |
| 2   | Maiken Caspersen Falla | + 0 s 03     | 54 |
| 3   | Natalia Nepryaeva      | + 0 s 47     | 48 |
| 4   | Jessica Diggins        | + 1 s 03     | 46 |
| 5   | Sadie Bjornsen         | + 4 s 78     | 44 |
| 6   | Tiril Udnes Weng       | + 5 s 29     | 42 |

### Étape 3
31 décembre 2019, Dobbiaco, Italie
La troisième étape, qui se déroule sur le site de Dobbiaco après une journée de repos est en style libre sur un format individuel de 10 km chez les femmes et 15 km chez les hommes.
| Pos | Nom                  | Temps        |
| --- | -------------------- | ------------ |
| 1   | Sergueï Oustiougov   | 31 min 2 s 5 |
| 2   | Ivan Yakimushkin     | + 22 s 6     |
| 3   | Alexander Bolshunov  | + 29 s 0     |
| 4   | Calle Halfvarsson    | + 29 s 6     |
| 5   | Hans Christer Holund | + 34 s 6     |
| 6   | Artiom Maltsev       | + 35 s 2     |
| 7   | Andrey Melnichenko   | + 37 s 0     |
| 8   | Sjur Røthe           | + 39 s 4     |
| 9   | Lucas Bögl           | + 42 s 6     |
| 10  | Denis Spitsov        | + 43 s 1     |

| Pos | Nom                        | Temps         |
| --- | -------------------------- | ------------- |
| 1   | Therese Johaug             | 23 min 51 s 9 |
| 2   | Ingvild Flugstad Østberg   | + 0 s 7       |
| 3   | Ebba Andersson             | + 10 s 2      |
| 4   | Heidi Weng                 | + 10 s 5      |
| 5   | Astrid Uhrenholdt Jacobsen | + 20 s 8      |
| 6   | Natalia Nepryaeva          | + 26 s 0      |
| 7   | Jessica Diggins            | + 35 s 6      |
| 8   | Sadie Bjornsen             | + 42 s 9      |
| 9   | Rosie Brennan              | + 45 s 0      |
| 10  | Katharina Hennig           | + 53 s 1      |

### Étape 4
1er janvier 2020, Dobbiaco, Italie
| Pos | Nom                    | Temps         |
| --- | ---------------------- | ------------- |
| 1   | Alexander Bolshunov    | 38 min 14 s 9 |
| 2   | Sergueï Oustiougov     | + 13 s 7      |
| 3   | Iivo Niskanen          | + 24 s 8      |
| 4   | Artiom Maltsev         | + 29 s 2      |
| 5   | Calle Halfvarsson      | + 29 s 6      |
| 6   | Sjur Røthe             | + 29 s 8      |
| 7   | Hans Christer Holund   | + 30 s 7      |
| 8   | Lucas Bögl             | + 47 s 9      |
| 9   | Ivan Yakimushkin       | + 55 s 9      |
| 10  | Johannes Høsflot Klæbo | + 57 s 2      |

| Pos | Nom                        | Temps          |
| --- | -------------------------- | -------------- |
| 1   | Ingvild Flugstad Østberg   | 26 min 51 s 5  |
| 2   | Therese Johaug             | + 0 s 4        |
| 3   | Heidi Weng                 | + 27 s 2       |
| 4   | Natalia Nepryaeva          | + 27 s 3       |
| 5   | Astrid Uhrenholdt Jacobsen | + 27 s 7       |
| 6   | Ebba Andersson             | + 28 s 1       |
| 7   | Anamarija Lampič           | + 1 min 29 s 4 |
| 8   | Teresa Stadlober           | + 1 min 29 s 8 |
| 9   | Katharina Hennig           | + 1 min 30 s 1 |
| 10  | Charlotte Kalla            | + 1 min 30 s 6 |

### Étape 5
3 janvier 2020, Val di Fiemme, Italie
- Bonus
  - Sprints intermédiaires hommes (aux km 6,1 et 11,1) : 15-12-10-8-6-5-4-3-2-1
  - Sprints intermédiaires femmes (au km 6,1) : 15-12-10-8-6-5-4-3-2-1
  - Final : 15-10-5

| Pos | Nom                    | Temps         | BS |
| --- | ---------------------- | ------------- | -- |
| 1   | Johannes Høsflot Klæbo | 39 min 51 s 0 | 15 |
| 2   | Sergueï Oustiougov     | 0 s 7         | 2  |
| 3   | Alexander Bolshunov    | 1 s 0         | 8  |
| 4   | Andrey Larkov          | 4 s 4         | 5  |
| 5   | Sjur Røthe             | 10 s 2        | 12 |
| 6   | Dario Cologna          | 11 s 0        | 4  |
| 7   | Denis Spitsov          | 13 s 7        |    |
| 8   | Hans Christer Holund   | 15 s 8        | 6  |
| 9   | Calle Halfvarsson      | 18 s 1        | 1  |
| 10  | Iivo Niskanen          | 18 s 4        | 3  |

| Pos | Nom                        | Temps        | BS |
| --- | -------------------------- | ------------ | -- |
| 1   | Astrid Uhrenholdt Jacobsen | 29 min 7 s 9 | 15 |
| 2   | Ebba Andersson             | 0 s 4        | 12 |
| 3   | Katharina Hennig           | 1 s 0        | 10 |
| 4   | Therese Johaug             | 6 s 2        | 5  |
| 5   | Ingvild Flugstad Østberg   | 6 s 8        | 8  |
| 6   | Natalia Nepryaeva          | 15 s 5       | 4  |
| 7   | Sadie Bjornsen             | 17 s 2       | 3  |
| 8   | Heidi Weng                 | 19 s 0       | 6  |
| 9   | Jonna Sundling             | 25 s 0       | 1  |
| 10  | Tiril Udnes Weng           | 26 s 6       | 2  |

### Étape 6
4 janvier 2020, Val di Fiemme, Italie
- Les 30 sprinters qualifiés pour les 1/4 de finales bénéficient d'un bonus en secondes réparti comme suit :
  - Finale : 60–54–48–46–44–42
  - Demi-finale : 32–30–28–26–24–22
  - Quart de finale : 10–10–10–8–8–8–8–8–6–6–6–6–6–4–4–4–4–4

| Pos | Nom                    | Temps        | BS |
| --- | ---------------------- | ------------ | -- |
| 1   | Johannes Høsflot Klæbo | 3 min 3 s 78 | 60 |
| 2   | Sergueï Oustiougov     | + 0 s 70     | 54 |
| 3   | Alexander Bolshunov    | + 1 s 33     | 48 |
| 4   | Paal Golberg           | + 2 s 01     | 46 |
| 5   | Gleb Retivykh          | + 6 s 30     | 44 |
| 6   | Andrey Melnichenko     | + 8 s 69     | 42 |

| Pos | Nom                        | Temps        | BS |
| --- | -------------------------- | ------------ | -- |
| 1   | Anamarija Lampič           | 3 min 3 s 03 | 60 |
| 2   | Astrid Uhrenholdt Jacobsen | + 0 s 22     | 54 |
| 3   | Jessica Diggins            | + 0 s 28     | 48 |
| 4   | Sadie Bjornsen             | + 0 s 80     | 46 |
| 5   | Lucia Scardoni             | + 1 s 12     | 44 |
| 6   | Natalia Nepryaeva          | + 15 s 30    | 42 |

### Étape 7
5 janvier 2020, Val di Fiemme, Italie
Ascension finale : Poursuite, Départ en Ligne, Style Libre (10 km)
Le classement de la dernière étape est déterminé selon le principe du « Fastest of the Day », temps de l'étape, et non selon l'ordre d'arrivée, qui en raison du handicap au départ de la course, détermine le classement général. C'est ce classement au temps qui accorde les points coupe du monde de cette étape.
| Pos | Nom                     | Temps         |
| --- | ----------------------- | ------------- |
| 1   | Simen Hegstad Krüger    | 30 min 55 s 8 |
| 2   | Sjur Røthe              | 13 s 9        |
| 3   | Alexander Bolshunov     | 22 s 3        |
| 4   | Denis Spitsov           | 26 s 2        |
| 5   | Sergueï Oustiougov      | 35 s 6        |
| 6   | Dario Cologna           | 41 s 0        |
| 7   | Andrey Melnichenko      | 44 s 8        |
| 8   | Irineu Esteve Altimiras | 47 s 8        |
| 9   | Andrey Larkov           | 53 s 7        |
| 10  | Hugo Lapalus            | 59 s 3        |

| Pos | Nom                        | Temps         |
| --- | -------------------------- | ------------- |
| 1   | Therese Johaug             | 34 min 21 s 6 |
| 2   | Heidi Weng                 | 50 s 3        |
| 3   | Ingvild Flugstad Østberg   | 54 s 5        |
| 4   | Natalia Nepryaeva          | 57 s 1        |
| 5   | Teresa Stadlober           | 1 min 15 s 1  |
| 6   | Jessica Diggins            | 1 min 51 s 1  |
| 7   | Rosie Brennan              | 1 min 58 s 0  |
| 8   | Ragnhild Haga              | 2 min 6 s 5   |
| 9   | Astrid Uhrenholdt Jacobsen | 2 min 10 s 4  |
| 10  | Katharina Hennig           | 2 min 12 s 9  |